# 노르웨이 대기연구소

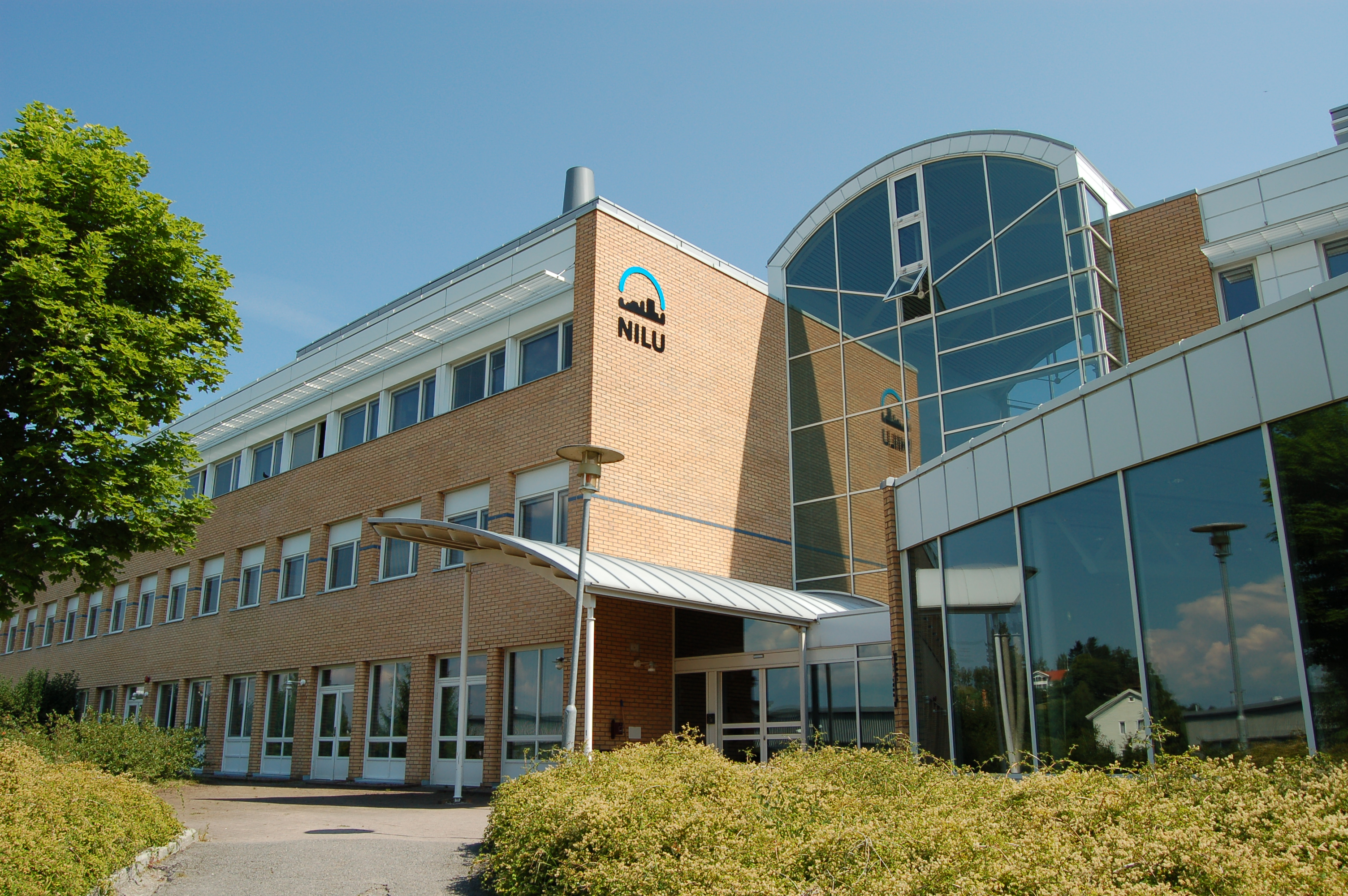

노르웨이 대기연구소 또는 NILU(Norsk Institutt for luftforskning)는 공해, 기후변화와 건강을 연구하는 유럽에서 가장 발달된 과학 연구소 중의 하나이다.
1969년 설립되었으며, 본부는 수도 오슬로 외곽의 셀레르에 있다. 노르웨이령 트롬쇠에 극지방 연구소, UAE의 아부다비와 폴란드의 카토비체에 연구소 분원이 있다.

## 후쿠시마 원전 사고
일본 정부는 후쿠시마 제1원전 1~3호기에서 유출된 세슘-137이 15,000테라베크렐로, 89테라베크렐이었던 히로시마 원폭 리틀보이의 168.5배라고 밝혔다. 반면에 노르웨이 대기연구소는 세슘-137이 36,000테라베크렐 유출된 것으로 추산했다.

## 같이 보기
- 대기 확산 모델링